# Distretto di Mödling
Mödling è un distretto amministrativo austriaco dello stato della Bassa Austria.

## Amministrazione
Il distretto si divide in 20 comuni di cui 1 con status di città e 12 con diritto di mercato. 
Ogni comune ha scritto sotto i propri comuni catastali (Katastralgemeinden), corrispettivi grossomodo alle frazioni.

### Città
- Mödling

### Comuni mercato
- Biedermannsdorf
- Breitenfurt bei Wien
- Brunn am Gebirge
- Gumpoldskirchen
- Guntramsdorf
- Hinterbrühl
  - Hinterbrühl, Sparbach, Weissenbach bei Mödling, Wassergspreng
- Kaltenleutgeben
- Laxenburg
- Maria Enzersdorf
- Perchtoldsdorf
- Vösendorf
- Wiener Neudorf

### Comuni
- Achau
- Gaaden
- Gießhübl
- Hennersdorf
- Laab im Walde
- Münchendorf
- Wienerwald
  - Dornbach, Grub, Gruberau, Sittendorf, Stangau, Sulz im Wienerwald, Wöglerin